# La leggenda dei 7 vampiri d'oro
La leggenda dei 7 vampiri d'oro (The Legend of the 7 Golden Vampires) è un film del 1974 diretto da Roy Ward Baker e Chang Cheh (non accreditato).
La pellicola è prodotta dalla casa di produzione cinematografica britannica Hammer Film Productions.

## Trama
Transilvania 1804.

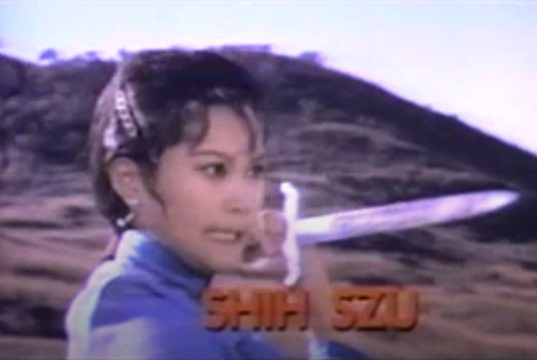
Shih Szu

Un uomo solitario avanza attraverso la campagna. Accede al castello del Conte Dracula, raggiunge la cripta dove riposa il Conte ed evoca il suo risveglio. Dracula si leva maestosamente. L'uomo si presenta nella sua lingua come Tao Khan, un monaco taoista e sommo sacerdote del Tempio dei sette vampiri d'oro nel villaggio di Ping Kwei nella provincia di Szechwan, nella Cina rurale. Supplica il Conte d'intervenire per risvegliare dal sonno i Sette Vampiri d'Oro per riportarli al loro antico splendore e nel contempo permettere a lui di riconquistare prestigio e potere. Dracula dapprima si infastidisce dicendo di non fare concessioni a nessuno, poi, valutando interessante l'opportunità, decide di impossessarsi del corpo di Tao Khan (che capendo le intenzioni di Dracula si impaurisce) assumendone le sembianze. A quel punto il vampiro lascia trionfante la tomba per la Cina fuggendo dal suo castello, che è diventato anche sua prigione.
Cento anni dopo, nell'università di Chungking, il professor Van Helsing (Peter Cushing) tiene una conferenza sulle leggende sui vampiri. Parla di un villaggio rurale cinese terrorizzato da un culto conosciuto come "i sette vampiri d'oro". Un secolo prima un abitante, per salvare la moglie rapita dai vampiri, si è fatto strada fino al loro tempio. La colluttazione sorta non ha sortito il successo desiderato. La moglie è stata uccisa tuttavia e lui nel caos della battaglia, ha afferrato un medaglione dalla vita di un vampiro ed è fuggito. Il sommo sacerdote gli inviò dietro i vampiri e le loro vittime risorte dalle tombe e trasformate in automi. Sul punto di essere preso, l'abitante, raggiunta un'edicola lungo la strada, pone il medaglione ai piedi di una statua di Buddha invocando la sua benedizione. Quando i 7 vampiri lo raggiunsero, lo uccisero. Il vampiro privato del medaglione lo vede ai piedi del Buddha e andò a raccoglierlo. Nel momento in cui il vampiro tocca il Buddha, la sua mano si incendia ed il fuoco distrugge la creatura.
Van Helsing afferma di essere sicuro che il villaggio esista ancora e che continui ad essere terrorizzato dai sei vampiri rimasti; Gli studenti non credono alla storia e se ne vanno, tuttavia uno studente di nome Hsi Ching raggiunge Van Helsing nella sua casa e lo informa che l'abitante della storia era suo nonno. Mostrando il medaglione del vampiro morto, chiede a Van Helsing di recarsi al villaggio e distruggere la minaccia dei vampiri. Van Helsing è d'accordo e trovato un finanziatore, una ricca vedova di nome Vanessa Buren, si avvia con suo figlio Leyland, Hsi Ching e i suoi sette fratelli, in un pericoloso viaggio.
Avvicinandosi al villaggio, il gruppo di Van Helsing, subisce un attacco da tre dei sei vampiri, sostenuti dal loro esercito di non morti. Il gruppo impegnato in battaglia uccide i tre vampiri. La mattina seguente il gruppo raggiunge il villaggio e usando come barriere dei pali di bamboo e del liquido infiammabile all'interno di una lunga trincea si preparano a resistere. Dracula nei panni di Tao Khan, comanda i restanti vampiri ad assaltare il villaggio e uccidere Van Helsing e il suo gruppo. I vampiri raggiungono il villaggio ed il gruppo di Van Helsing combatte con gli ultimi vampiri e il loro esercito di non morti. Quasi tutto il gruppo, nonostante l'aiuto degli gli abitanti del villaggio, viene ucciso. Vanessa viene morsa da uno dei vampiri diventando rapidamente lei stessa vampiro. Viene uccisa da Ching Mai Kwei, che lancia Vanessa su un paletto di bamboo appuntito, toccherà anche a lui la stessa sorte in quanto morso a sua volta.
L'ultimo vampiro rimasto cattura la sorella di Ching Mai Kwei e la porta al tempio per prosciugarla del suo sangue. L'armata di non morti viene sconfitta. Van Helsing e il resto del gruppo raggiungono il tempio. Il vampiro lega Mai Kwei a uno degli altari. Sta per morderla al collo quando interviene Leyland, figlio di Van Helsing. Leyland viene soprafatto e sta per essere a sua volta morso, quando Van Helsing e il suo gruppo irrompono e tocca a Van Helsing stesso distruggere l'ultimo vampiro. I sopravvissuti si allontanano dal tempio, ad eccezione di Van Helsing, che percepisce una presenza oscura. Capisce che non è finita quando compare Dracula nel corpo di Tao Khan. Van Helsing riconosce lo stendardo del vampiro portato sul petto. Van Helsing ordina a Dracula di non nascondersi e di rivelare la sua vera identità. Nella lotta che ne segue, Van Helsing riesce a infilzare Dracula con una lancia d'argento, spezzandogli il cuore. Il Conte muore e rapidamente si trasforma in polvere.